# По реду нестајања
По реду нестајања (норв. Kraftidioten) је норвешки акциони трилер са елементима црне комедије. Филм је снимљен 2014. године у режији Ханса Петера Моланда. Премијерно је приказан на Берлинском филмском фестивалу (2014).

## Радња
Нилс Дикман је средовечни чистач снега у градићу Беитостолен, на северу Норвешке. Живи безбрижним животом као угледан члан заједнице док једног дана не буде позван у полицију како би идентификовао тело свог сина, који је према тврдњама полиције умро од предозирања дрогом.
Нилс ускоро сазнаје да је његов син заправо убијен од стране норвешке мафије, која је повезана са кријумчарењем кокаина, након чега одлучује да се освети његовим убицама.
Након што Нилс убије неколико чланова норвешке мафије, њихов вођа Гроф, убиства тумачи као напад локалне српске мафије због територије, и организује напад на њих, што покреће крвави сукоб ове две групе.

## Улоге
| Глумац                  | Улога               |
| ----------------------- | ------------------- |
| Стелан Скарсгорд        | Нилс Дикман         |
| Бруно Ганц              | Поповић (Ћале)      |
| Сергеј Трифуновић       | Небојша Михајловић  |
| Миодраг Крстовић        | Драгомир Богдановић |
| Миодраг Крстовић        | Стојан Мицић        |
| Дејвид Сакурај          | Кинез               |
| Пол Свере Валхејм Хаген | Гроф                |
| Бирџит Јорт Серенсен    | Марит               |
| Јакоб Офтебро           | Јуниор              |
| Јан Гунар Ројсе         | Јапе                |
| Коре Конради            | Роналдо             |

## Симболика
Гроф, вођа норвешке мафије приказан је као веган који живи у луксузној вили. Ћале, шеф српске мафије приказан је као патријархални шеф породице, а Бруно Ганц који тумачи његов лик, рекао је да је инспирацију за свој лик нашао у Слободану Милошевићу. Син шефа српске мафије, чије је убијање изазвало рат између две банде, приказан је обешен о знак за надморску висину, на коме је писало 1389.
Након сваког окршаја у коме гине неки од ликова у филму, сцена се зауставља и појављује се његово име исписано на црном екрану, заједно са верским симболом који би се налазио на његовом споменику.

## Критика
Филм је добио већином позитивне оцене критичара. Амерички филмски критичар Нил Гензлингер, је у Њујорк тајмсу оценио да се у филму виде утицаји познатог америчког филма Фарго, као и утицаји филмова Квентина Тарантина. Поједини филмски критичари су филм називали "норвешким Фаргом".

## Адаптација
Филм је поново снимљен у САД-у 2019. године у режији Ханса Петера Моланда, као Ледена потера, где је филм прилагођен америчком тржишту.